# Funicular de Montmartre
El funicular de Montmartre es un pequeño tren funicular automático de dos cabinas en el distrito 18 de París, que da servicio al barrio de Montmartre. Permite ascender, desde la base de la colina, hasta la basílica del Sacré Cœur y viceversa. Está gestionado por la RATP (Red Autónoma de Transportes de Paris) y fue inaugurado el 13 de julio de 1900, aunque el actual es una versión restaurada con posterioridad. 

## El funicular actual
Construido por Akros, el tren actual es eléctrico y entró en servicio el 1 de junio de 1991. Tiene dos cabinas independientes con capacidad para 60 personas cada una. Puede trasladar a 2.000 pasajeros por hora en ambas direcciones. Un viaje en cada sentido, que cubre una distancia vertical de 36 metros y horizontal de 108 metros, requiere aproximadamente algo menos de 90 segundos. El funicular proporciona una alternativa a las múltiples escaleras de más de 300 peldaños que conducen a la cima de la colina.
Las estaciones de cada término incorporan múltiples elementos transparentes diseñados por el arquitecto François Deslaugiers. Las cabinas, que presentan grandes ventanas, fueron diseñadas por el estilista Roger Tallon (quien también diseñó los vagones del TGV Atlantique. El techo de las cabinas está fabricado parcialmente de cristal, lo que permite a los pasajeros admirar la basílica durante el trayecto.
La tecnología del funicular proviene de la de los ascensores comunes, lo que permite a cada cabina funcionar independientemente, con su propio elevador y cables. Esto evita el cierre del funicular en caso de que una de ellas necesite reparación.

## Historia del funicular

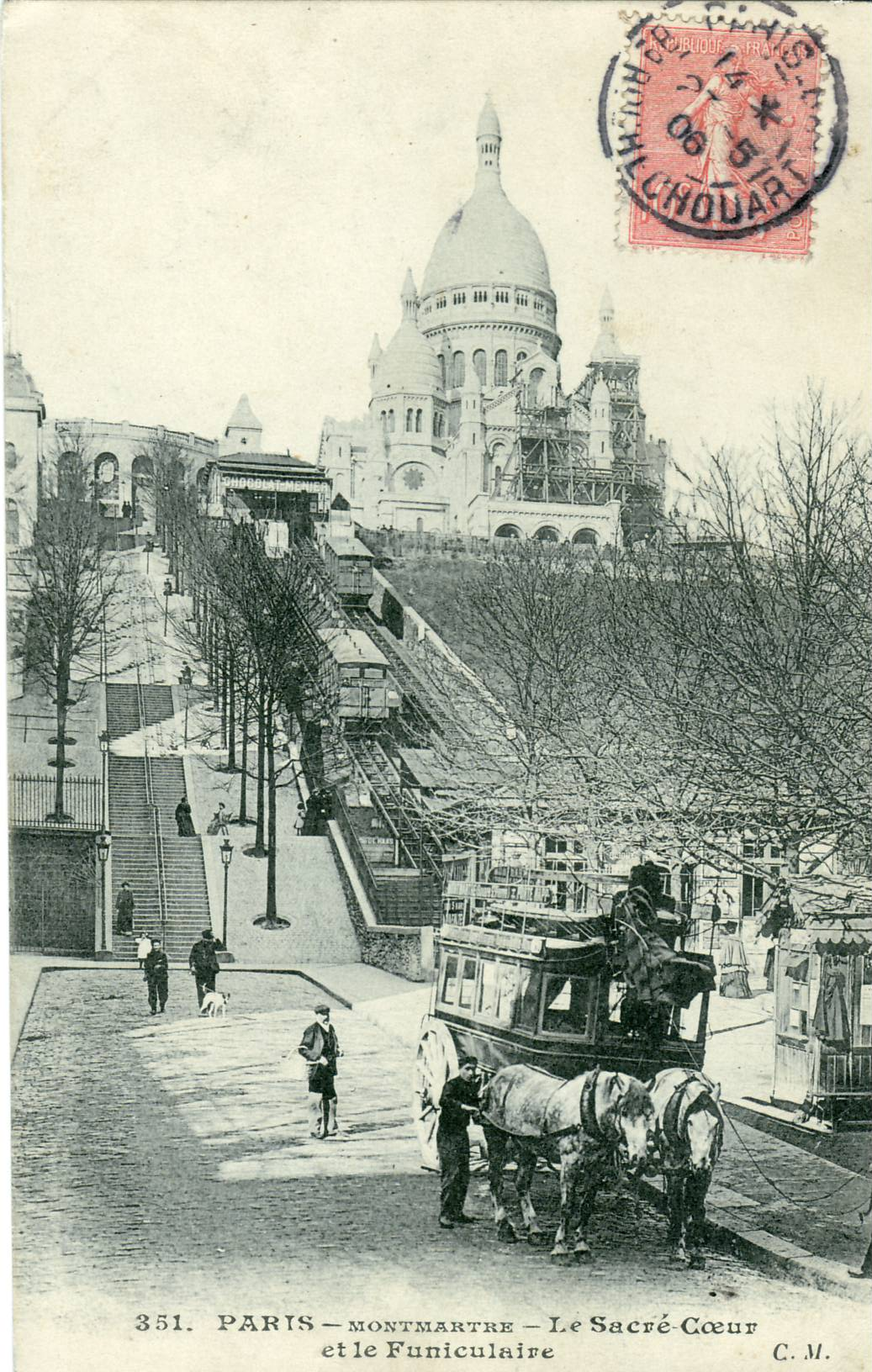
Tarjeta postal de 1906.

El gobierno de la ciudad de París votó la construcción del funicular en 1891. Al principio, el proyecto fue subcontratado por Decauville a través de una concesión que terminó en 1931. A partir de entonces, se hizo cargo la Société des transports en commun de la région parisienne (STCRP) y fue nacionalizada tras la Liberación de París para formar lo que finalmente se convertiría en la RATP, que continúa gestionando el funicular actual.
El funicular original estaba impulsado por agua, usando un sistema de cisternas de cinco metros cúbicos cada uno que eran llenados o vaciados para mover los coches y como compensación según la carga de pasajeros. En 1935, el sistema pasó a ser eléctrico. Entre 1990 y 1991, el funicular fue totalmente reconstruido por la RATP. 
En diciembre de 2006, fue cerrado por un pequeño accidente durante las pruebas realizadas por la RATP. Reabrió en julio de 2007. 

## Correspondencia
- Anvers
- Abbesses